# Standbeeld van Willem van Oranje en Filips van Marnix van Sint-Aldegonde

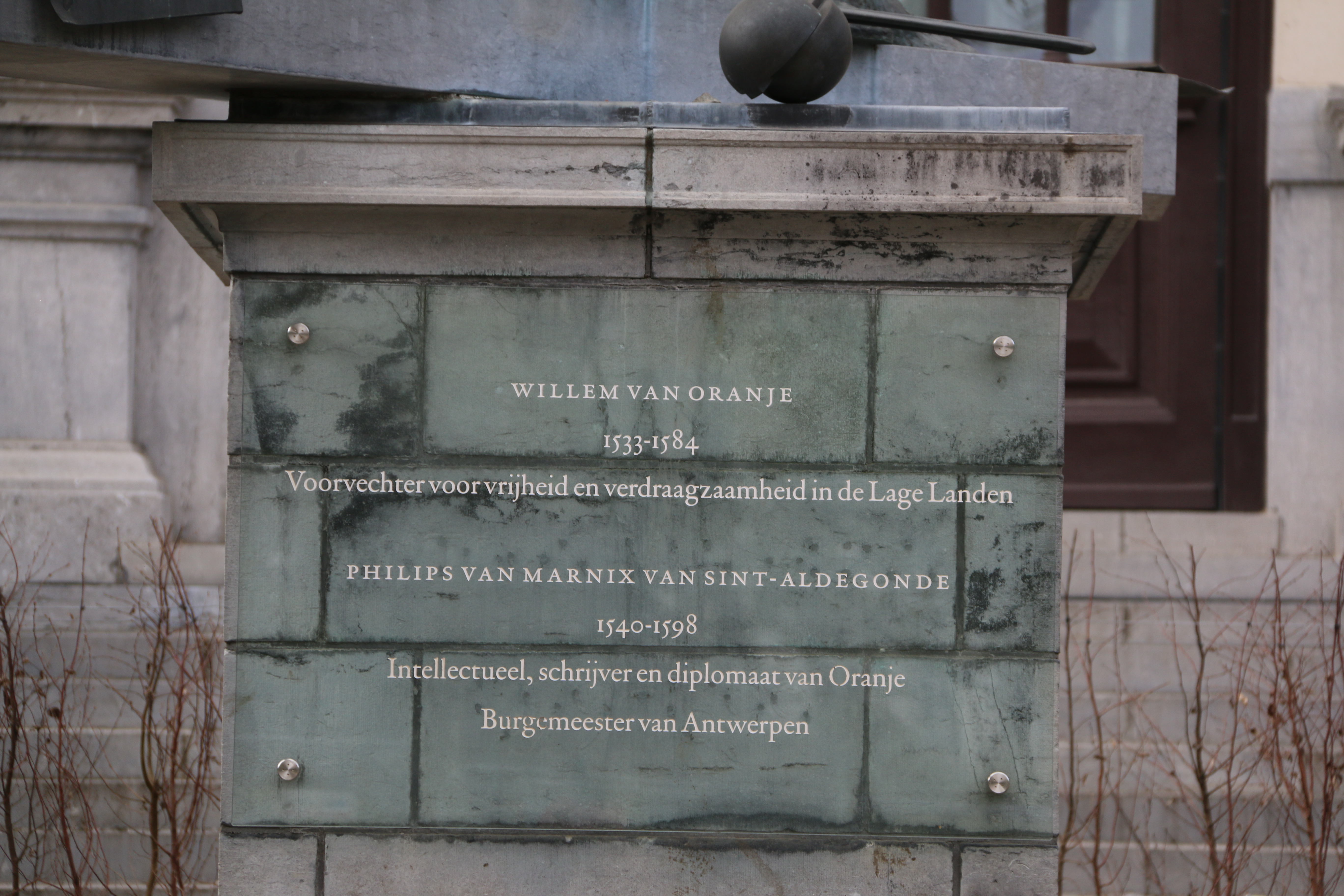

De standbeelden van Willem van Oranje en Filips van Marnix van Sint-Aldegonde staan in de tuin van het Koninklijk Museum voor Schone Kunsten Antwerpen (KMSKA) aan de kant van de Plaatsnijdersstraat in Antwerpen.
Het tweetal drie meter hoge beelden werd op 6 juli 2012 onthuld in aanwezigheid van de Nederlandse ambassadeur Henne Schuwer, de Vlaamse minister-president Kris Peeters, de Antwerpse burgemeester Patrick Janssens en Antwerps schepen van Cultuur Philip Heylen. De beelden werden ontworpen door de Mechelse beeldhouwer Jean-Paul Laenen. Ze stellen de zestiende-eeuwse stadhouder (en leider van de Nederlandse Opstand) Willem van Oranje voor en diens rechterhand Filips van Marnix van Sint-Aldegonde, de zogenaamde 'buitenburgemeester' van Antwerpen voor de val van Antwerpen in 1585. De mannen worden omringd door zeventien zuilen, die de toenmalige Zeventien Provinciën symboliseren.
Het initiatief voor de kunstwerken kwam van de Nederlandse Prins Willem de Eerste-herinneringsstichting.